# 星屑の町 (2020年の映画)
『星屑の町』（ほしくずのまち）は、2020年3月6日に公開された日本映画。なお、全国公開に先がけて同年2月21日に東北4県（岩手県、青森県、秋田県、宮城県）限定で公開された。
第11回ロケーションジャパン大賞（2021年2月18日発表）にて久慈市とともに特別賞「地域の変化部門」を受賞した。

## 製作
原作と脚本を手がけた水谷龍二、ラサール石井、小宮孝泰が結成した「星屑の会」によって1994年の初演から2019年のアンコール公演まで上演された舞台『星屑の町』シリーズが本作のベースとなっており、地方回りの売れない昭和歌謡グループ「山田修とハローナイツ」の悲哀を描いた作品。なお、本作には舞台に出演した演者がすべて出演するほか、女優ののんが2014年公開の『海月姫』以来6年ぶりに映画に出演し、本作のヒロインを務める。

### ハローナイツ結成の経緯
コント赤信号のラサール石井と小宮孝泰が、「（当時流行の若者たちが跳ね回る芝居ではなく）おじさんが中心の芝居がやりたい」と思っていたころに、クールファイブのファンであった劇作家の水谷龍二と共同して芝居をやろうとした。コーラスグループのメンバー役として、赤信号側は有薗芳記を、水谷側は渡辺哲とでんでんを紹介した。ボーカル役が決まっておらず、オーディションであることを隠してカラオケ大会として大平サブローを招き、歌がうまかったので歌唱力を見込んでボーカル役に起用した。
なお、ハローナイツは現実の歌手グループとして「MISS YOU」（1996年、舞台『星屑の町』挿入歌）、「こちら亀座の女」（1999年、アニメ『こちら葛飾区亀有公園前派出所』オープニングテーマ）の2枚のシングルを発売している。

## あらすじ
東北の田舎町である山根村。この村の青年団がムード歌謡グループ「山田修とハローナイツ」を呼んでコンサートを開催することになった。山田修はこの村出身で、村のカラオケスナック「エアポート」の女主人、浩美がチケットを20枚以上売ったり、青年団が接待のために前日からメンバーをもてなす宴会を開いたりするなど、村はそれなりに盛り上がっていた。浩美の一人娘、愛は、店の客から以前「自分の本当の父親はハローナイツの中にいるかもしれない」との噂を聞いており、ハローナイツに興味を持っていた。浩美はかつて札幌・すすきので働いていたことがあり、その時にハローナイツの誰かとの交流の可能性があったのだ。
翌日のコンサート本番、楽屋の世話係と称し、愛が楽屋となっている学校の教室にやって来る。エアポートで行われた宴会の2次会で、ハローナイツのメンバーの一人、市村が吹いた「最初は付き人として、ゆくゆくはメンバーの一員としていられるようリーダーにかけあってやる」とのほら話を真に受けてやってきたのだ。芸能界が厳しく、うまくいかなくても一度入るとダラダラと抜けられなくなってしまうことを、実際にそういう状態になっていたハローナイツのメンバーは代わる代わる説くが、過去に芸能界を目指して上京し、挫折していた愛の決心は変わらない。前座としてキティ岩城が舞台で歌う裏で、愛はオーディションとして楽屋でギターをかきならし、歌を歌う。その歌は決して下手ではないものの、抜きん出て優れているとも言いがたいものだった。
ハローナイツ一同は、愛を審査のためとして楽屋から追い出して相談する。そして、実力が抜きん出てはいなくても、話題性を求めて愛をグループに入れようかとハローナイツ一同が考え出した時、修の弟、英二が修を止めにかかる。愛には粗暴な伝説の残る祖父、六造が生きており、愛をこの村から連れ出そうとすればメンバーが殺されてもおかしくないと説く。その言葉におののいたハローナイツ一同は愛をメンバーにすることをすっかり諦めてしまう。そのうえ、センターボーカルの真吾がソロ活動のためグループを抜けることを宣言し、ここが潮時と考えた修はこのコンサートを最後にハローナイツを解散させることを決意する。
いつもの決まったやり取りながらコンサートは大いに盛り上がり、「青年団のアイドルの愛ちゃんやんか」「愛ちゃん一緒に歌おか」と☆真ちゃん☆ステージに愛ちゃんを上げ一緒に歌う♪MISS YOU~でコンサートは大成功に終わる。コンサートの後、修は六造を引き合いに出して愛の採用を断ろうとするが、愛は六造が3年前に他界していることを明らかにする。英二は自分の息子、啓太が愛に惚れていることを知っており、引き離すまいとして嘘をついていたのだ。怒る修に、勝手に上京して戻ってこず、華やかな芸能界で活躍する兄を恨む英二は反論して兄弟げんかになるが、他のハローナイツメンバーは、修が決して恵まれた環境での活動などしていなかったことを明かし、兄弟は和解する。真吾こそ脱退したものの、ハローナイツの解散はなくなり、愛はハローナイツと共に再び上京した。
新生「愛＆ハローナイツ」はドサ回りから一転、テレビ出演を果たすなど話題になり、愛はコンサートで一緒になった斬波のメンバーに褒められたりもしていた。山根村の一同もスナックで愛のテレビ出演を応援するなど盛り上がる。そんな中、楽屋でのキティ岩城との会話を通じ、愛は有名になっても本当の父親がいっこうに現れないことに疑問をもつ。浩美は英二と再婚することを決意し、愛もまた盛岡でのコンサートのあと、啓太と二人きりで会い、前に進むことを決意したことを話す。英二は浩美との結婚の話を修に報告し、すすきのでの修の思い出が「浩美と再会して飲んだだけ」であることも明らかになった。
愛の「前に進む」とは、具体的にはハローナイツからの脱退だった。愛が抜けたハローナイツはまた一転、仕事が減り、ドサ回りの生活に戻る。キティ岩城との汽車での移動中、ソロ活動に限界を感じた真吾が再合流し、もとの仲間でのハローナイツとなった。愛は斬波とともに、別のステージで歌っていた。

## キャスト
- 天野真吾：大平サブロー
- 市村敏樹：ラサール石井
- 山田修：小宮孝泰
- 込山晃：渡辺哲
- 西一夫：でんでん
- 青木五郎：有薗芳記
- 久間部愛：のん
- 山田英二：菅原大吉
- キティ岩城：戸田恵子
- 山田啓太：小日向星一
- 久間部浩美：相築あきこ
- 久間部六造：柄本明

## スタッフ
- 原作・脚本：水谷龍二
- 監督：杉山泰一
- 音楽：宮原慶太
- 製作：鍋島壽夫、植村泰之、與田尚志、有馬一昭、星野晴美、永森裕二
- 企画：林哲次、嶋田豪
- プロデューサー：髙橋正弥、横山勇人、佐藤現、小金澤剛康、小笠原宏之
- 音楽プロデューサー：佐々木次彦
- 宣伝プロデューサー：鈴木江里子
- 撮影監督：佐光朗（J.S.C.）
- 撮影：的場光生
- 照明：加瀬弘行、木村伸
- 美術：湯澤幸夫
- 録音：高野泰雄
- 編集：栗谷川純
- 音響効果：齋藤昌利
- 衣裳デザイン：高橋正史
- スタイリスト：清藤美香
- ヘアメイク：渡辺順子
- ヘアメイク（のん）：菅野史絵、根本佳枝
- 殺陣：二家本辰己
- 助監督：佐藤匡太郎
- 制作担当：望月政雄、鈴木勇
- 制作応援：樫崎秀明、三浦由貴
- 企画協力プロデューサー：石井久美子
- 企画協力：石井光三オフィス
- 特別協力：ロケーションジャパン編集部 / 久慈市、北三陸「あまちゃん」観光推進協議会
- 宣伝・配給：東映ビデオ
- 配給協力：イオンエンターテイメント
- 制作プロダクション：メディアプルポ、ヒコーキ・フィルムズ インターナショナル
- 制作協力：アイエス・フィールド
- 製作：「星屑の町」フィルムパートナーズ（ヒコーキ・フィルムズ インターナショナル、東映ビデオ、メディアプルポ、イオンエンターテイメント、アイエス・フィールド、アミューズメントメディア総合学院）